# Nerstrand (Minnesota)
Nerstrand es una ciudad ubicada en el condado de Rice en el estado estadounidense de Minnesota. En el Censo de 2010 tenía una población de 295 habitantes y una densidad poblacional de 80,44 personas por km².

## Geografía
Nerstrand se encuentra ubicada en las coordenadas 44°20′35″N 93°3′50″O / 44.34306, -93.06389. Según la Oficina del Censo de los Estados Unidos, Nerstrand tiene una superficie total de 3.67 km², de la cual 3.67 km² corresponden a tierra firme y (0%) 0 km² es agua.

## Demografía
Según el censo de 2010, había 295 personas residiendo en Nerstrand. La densidad de población era de 80,44 hab./km². De los 295 habitantes, Nerstrand estaba compuesto por el 96.95% blancos, el 0% eran afroamericanos, el 0.34% eran amerindios, el 0.68% eran asiáticos, el 0% eran isleños del Pacífico, el 1.69% eran de otras razas y el 0.34% pertenecían a dos o más razas. Del total de la población el 3.05% eran hispanos o latinos de cualquier raza.